# الزوجات على متن سفينة نوح

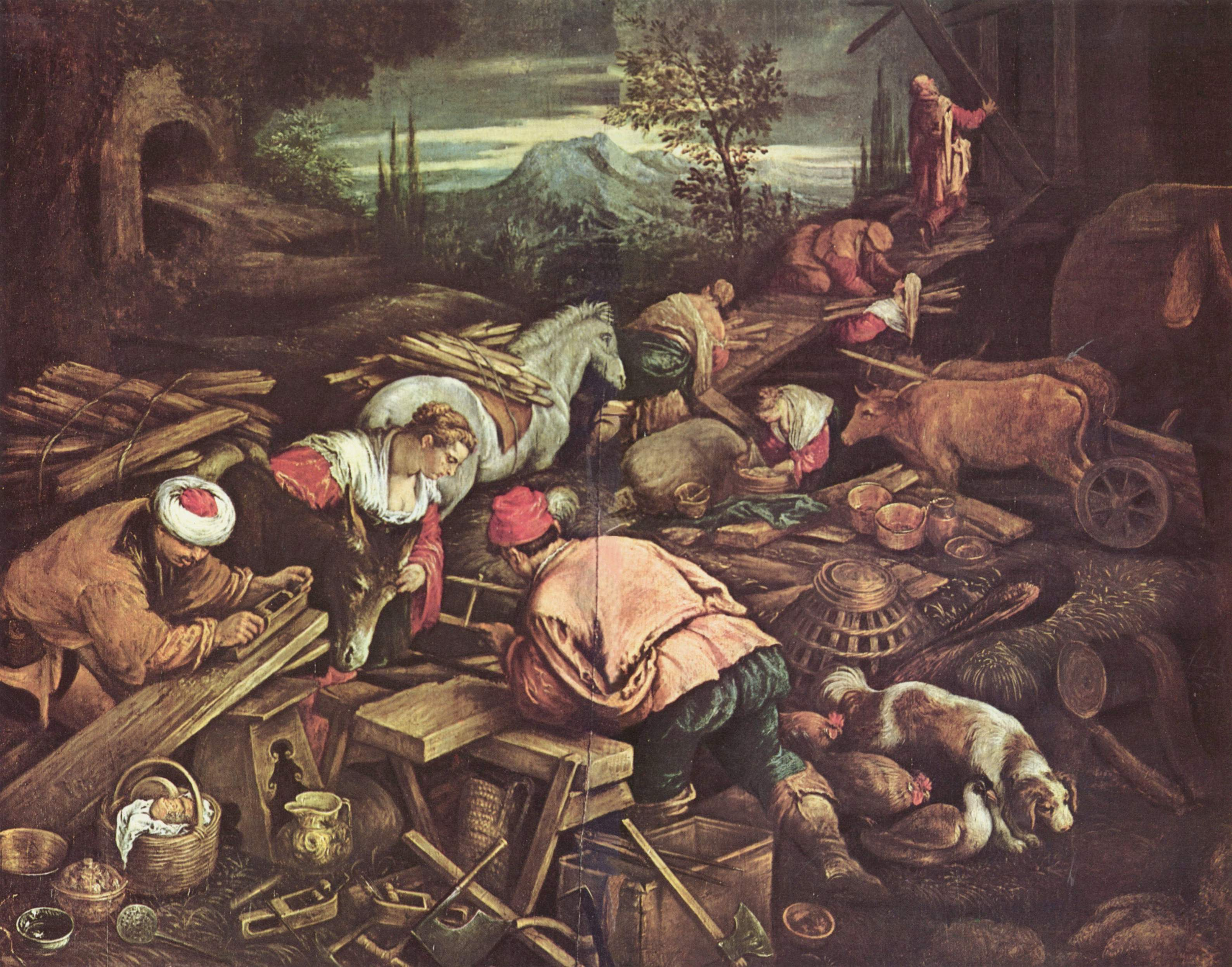
بناء فُلك نوح لجاكوبو باسانو يصور الثمانية الذين قيل أنهم كانوا على السفينة، ومنهم زوجة نوح وزوجات أبنائه الثلاثة.

كانت الزوجات على متن سفينة نوح جزءًا من الأسرة التي نجت من حادثة الطوفان التي وردت في الكتاب المقدس، وهُنّ زوجة نوح وزوجات أبنائه الثلاثة. ورغم إشارة الكتاب المقدس فقط إلى وجود هؤلاء النساء، إلا أن هناك إشارات غير كتابية تتعلق بهن وبأسمائهن.

## في الكتاب المقدس
جاء في سفر التكوين قول الله لنوح: «ولكن أقيم عهدي معك، فتدخل الفلك أنت وبنوك وامرأتك ونساء بنيك معك.»تكوين 6: 18 وفي الأسفار القانونية الثانية في سفر طوبيا (المكتوب حوالي 225–175 ق.م.)، لم يُشر السفر إلى أسماء أي منهن، ولكنه أشار إلى أن امرأة نوح كانت من أقاربه.طوبيا 4:12طبعة الملك جيمس
وأشارت رسالة بطرس الأولى (المكتوبة في نهاية القرن الأول الميلادي) إلى وجود 8 أنفس على السفينة.بطرس الأولى 3: 20

## في الكتابات الأخرى

### مخطوطات البحر الميت
في سفر التكوين السري الذي كان جزءًا من مخطوطات البحر الميت، ورد أن اسم زوجة نوح هو إيمزارا.

### سفر اليوبيلات
في سفر اليوبيلات الذي تعُدّه كنيسة التوحيد الأرثوذكسية الإثيوبية وبيتا إسرائيل سفرًا قانونيًا، كانت أسمائهن هي أميزارة زوجة نوح وابنة عمته؛ صدقة لباب زوجة سام؛ نحلة محوق امرأة حام؛ أدنتانشا امرأة يافث؛ وأضاف السفر أن كل من الأبناء بنى مدينة سمّاها باسم امرأته.

### الروايات المسيحية
كتب القديس هيبوليتوس الرومي (المتوفي سنة 235م) رواية عن أسمائهن نقلًا عن الترجوم السرياني الذي يشبه اليوبيلات، رغم استبدالة أسماء زوجات سام وحام على ما يبدو. فقال: «وهذه أسماء نساء أبناء نوح: اسم امرأة سام نحلة محنوق، واسم امرأة شام صدقة نابو، واسم امرأة يافث أراثكا». كما يروي أيضًا أسطورة غريبة تتعلق بزوجة حام، فقال {{مض|أمر الله نوحًا بأن يدمّر أول شخص يُعلن بداية الطوفان، وكانت زوجة حام في تلك اللحظة تخبز الخبز، حين اندفع الماء فجأة من التنور، مُفسدًا الخبز. وحين أعلنت المرأة بدء الطوفان، ألغى الله فجأة أمره السابق لئلا تهلك كنّة نوح.
اتفق كتاب عربي قديم اسمه «كتاب المجال» (أحد الكتابات الكليمنتية)، والكتاب السرياني كهف الكنوز (حوالي 350م)، وسعيد بن البطريق على تسمية امرأة نوح باسم هايكال بنت ناموس بن أخنوخ أخو متوشلخ؛ وفي موضع آخر من الكتاب العربي سمّاها هايكال بنت ماشعموس بن أخنوخ، مع ذكره لزوجة سام باسم ليئة بنت نازيه.
وفي كتاب "ضد الهرطقة" لإبيفانيوس السلاميسي، سمّى الكتاب زوجة نوح بارثينوس؛ بينما جاء في الكتاب الجعزي "صراع آدم وحواء مع الشيطان" أن زوجة نوح اسمها هايكال بنت أباراز وأنها من بنات أبناء أنوش، لذا فقد ربط بعد الكُتّاب الاسم مع الاسم الذي ذكره أبيفانوس "بارثينوس" (الذي قد يكون تحريفًا لاسم "بات-إنوس" أي ابنة أنوش).  على العكس من ذلك، فقد ذكر سفر اليوبيلات اسم "بيتينوس" بأنه اسم أم نوح. كلمة "هايكال" بالسريانية تعني "المعبد" أو "الكنيسة"؛ لذا فعندما ترجم كتاب "كهف الكنوز" إلى الجورجية أصبح الاسم "تاجار" وهي الكلمة الجورجية المقابلة لكلمة "معبد".
وفي المخطوطة اللاتينية "اختراعات نومينوم" التي تعود للقرن الثامن الميلادي التي عُثر على نسخ منها في دير سانت غال في سويسرا، وفي مكتبة في ألبي، جنوب غرب فرنسا، ذُكرت أسمائهن أنها ست زوجة نوح، نورا زوجة سام، وسارى زوجة حام، وسيراك زوجة يافث.

### الأدب اليهودي الحاخامي
وفقًا لقوائم تكوين رابا المدراشية فإن نعمة هي ابنة لامك حفيد قابيل وشقيقة توبال وهي زوجة نوح، وفق تفسير راشي الذي يعود للقرن الحادي عشر الميلادي للآية 4:22 من سفر التكوين. وفي تفسير مدراشي لسفر ياشر في العصور الوسطى، ذُكر اسم نعمة بنت أخنوخ كزوجة لنوح.ياشر 5: 15

### النصوص الغنوصية
جاء في الأدب الغنوصي المكتوب في القرون الميلادية الأولى اسم نوريا على أنه اسم زوجة نوح. من بين ذلك نص نسبه إبيفانيوس السلاميسي لها، وهو ما تأكد حديثًا في اكتشافات مخطوطات نجع حمادي التي وجد فيها هذا النص المنسوب لنوريا.

### الأدب المندائي
في الأدب المندائي، أُشير إلى اسم زوجة نوح بعدد من الأسماء تتقارب في التهجئة وهي نوريتا ونحوريثا وأنحوريتا. هناك بعض التناقض بين النصوص، وبعض الغموض النصي، بشأن كون نوريتا زوجة لأي من هؤلاء الآباء الأوائل؛ بالإضافة إلى ذلك، يبدو أن أنحوريتا هي نحت من اسمي نوريتا وأنهار زوجتا نوح وسام.

### الكتابات الإسلامية
ذكر المؤرخ محمد بن جرير الطبري أن زوجة يافث هي أربسيسة بنت مرازيل بن الدرمسيل بن محويل خنوخ بن قين بن آدم؛ وأن زوجة حام هي نحلة بنت مارب بن الدرمسيل. وأن زوجة سام هي صليب بنت بتاويل بن محويل،وأن زوجة نوح هي عمذرة بنت براكيل بن محويل.
وجاء في القرآن أن زوجة نوح هلكت في الطوفان، ولم تكن بين ركّاب الفُلك.

### الكتابات الأنجلو-سكسونية
تضمنت ترجمة ألفريك الأينشامي إلى الأنجلوسكسونية للأسفار السبعة الأولى من العهد القديم حوالي سنة 1000م رسومًا توضيحية تذكر أسماء تلك الزوجات. ففي أحد هذه الرسوم التوضيحية، جاءت اسم زوجة نوح بأنه "فيابفارا"، وزوجة سام "بارسيا"، وزوجة حام "كاتافوا"، وزوجة يافث "فورا". وفي رسم آخر، جاء اسم زوجة نوح فقط ولكن باسم "سفيارفارا".

### كتاب بيروسوس المزيف
إدعى الراهب أنيو دي فيتربو الذي عاش في القرن الخامس عشر الميلادي أن المؤرخ البابلي بيروسوس كتب أن زوجات الأباء كُنّ "باندورا، ونويلا، ونويجلا"، وأن زوجة نوح اسمها "تيتيا". إلا أنه هناك اعتقاد اليوم بأن مخطوطة أنيو زائفة.